# Sundbyberg
Sundbyberg è un comune svedese di 53564 abitanti con titolo di città, situato nella contea di Stoccolma.
I suoi 882 ettari lo rendono il comune meno esteso della Svezia.

## Geografia fisica
Il comune è coestensivo con il territorio della municipalità omonima, al contrario della quasi totalità dei centri abitati svedesi (escluse Stoccolma e Solna). La cittadina è parte integrante dell'area metropolitana di Stoccolma, con la cui municipalità confina quasi totalmente: è quindi servita dalla metropolitana di Stoccolma.

## Amministrazione

### Gemellaggi
- Alūksne
- Haringey
- Kyrkslätt
- Sankt Veit an der Glan